# Vienna, Illinois
Vienna är administrativ huvudort i Johnson County i Illinois. Elvira var huvudort när countyt grundades år 1812. Huvudorten flyttades senare till Vienna som fick sin början i mitten av 1810-talet.